# SFENA

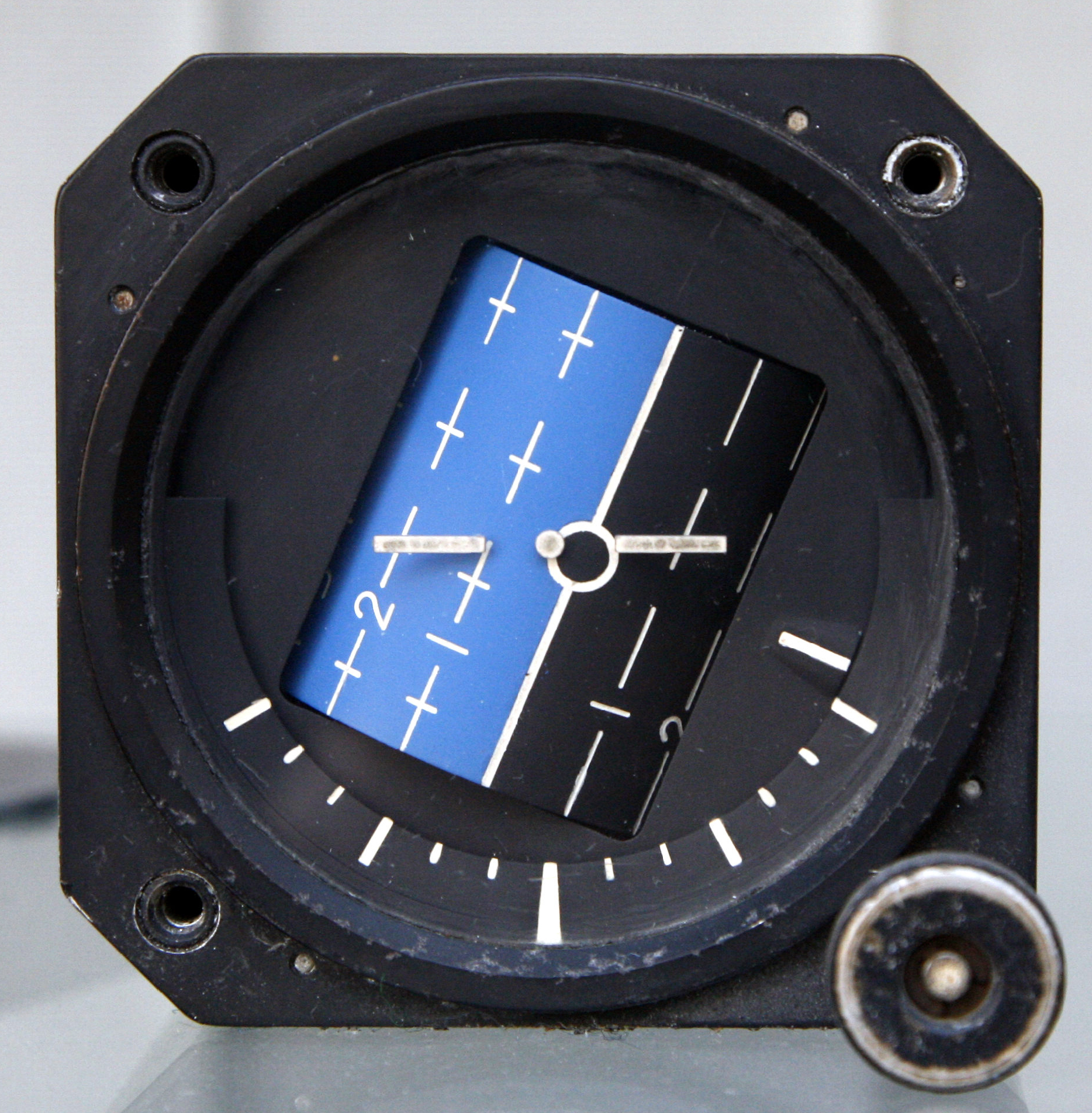
Die Darstellung mittels einer Walze in einem rechteckigen Fenster war für die SFENA-Horizonte typisch.

Die SFENA oder S.F.E.N.A. (Société Française d’Equipements pour la Navigation Aérienne) war ein Hersteller von Flugzeugausrüstungen, bevor sie in die Thomson-CSF-Gruppe eingegliedert wurde.

## Geschichte
Die SFENA wurde in den 1950er-Jahren im französischen Département Hauts-de-Seine gegründet. Zwanzig Jahre später (1971) erfolgte ein Umzug von Neuilly-sur-Seine nach Vélizy-Villacoublay in die Nähe des dortigen Militärflugplatzes. Dort übernahm der Hersteller die alte Waffenfabrik von Châtellerault, die er zur Produktionsstätte von künstlichen Horizonten umbaute. Dort wurde auch die Entwicklung der Lasertechnologie verfolgt.
1989 verschwand die Firma samt ihrer Tochterfirma „SVA“ (Société Vendômoise d’Avionique) in der „Sextant Avionique“. Sie wurden in der Neugründung von Crouzet, EAS und der Luftfahrtdivision von Thomson-CSF einbezogen.
Die neue Firma, an der ursprünglich Thomson-CSF 66 % und Aérospatiale 34 % hielten, wurde im Laufe der Zeit in nur noch „Sextant“ umbenannt. Nachdem Aérospatiale ihre Anteile an Thomson abgetreten hatte, wurde die Firma zu „Thomson-CSF Sextant“. Im Jahr 2000 wurde sie nach der Gründung der Thales-Gruppe schließlich zu „Thales Avionics“.

## Produkte
SFENA produzierte vor allem Künstliche Horizonte, Autopiloten, Flugzeugsteuerungen und Messsonden. Im Zuge der Entwicklung von elektronischen Schaltungen begann SFENA, für den Eigengebrauch Systeme für automatisierte Tests zu entwickeln, da es damals noch nichts derartiges auf dem Markt gab. Daraus entstand eine eigene Abteilung mit einer kompletten Produktpalette, die auch vermarktet wurde. Diese Abteilung war nicht Teil der Fusion von 1989, wurde aber später von EADS übernommen.
Das Fly-by-wire-System des Airbus A320 wurde von SFENA entwickelt. Heute werden die Airbusse mit Avionik von Thales ausgerüstet.
Die SFENA entwickelte und vertrieb auch EDV-Systeme, dieser Zweig ging jedoch mit dem Aufkommen des PCs unter.